# Premio Berwick
El Premio Berwick (Berwick Prize) y el Premio Berwick Senior (Senior Berwick Prize) son dos reconocimientos que la Sociedad Matemática de Londres entrega en años alternantes en memoria de William Edward Hodgson Berwick, un exvicepresidente de dicha organización.
A su muerte Berwick dejó cierta cantidad de dinero para que fuera entregado a la sociedad, con el objetivo de crear dos premios. Su viuda, Daisy May Berwick, donó el dinero a la sociedad, para el establecimiento de los premios, siendo el año de 1946 el primero en el que el Senior Berwick Prize fue entregado, mientras que el Junior Berwick Prize se empezó a entregar el año siguiente. Los premios son entregados "en reconocimiento de alguna investigación sobresaliente en el campo de las matemáticas... publicada por la sociedad" en los ocho años previos a la entrega del premio.
El Premio Berwick fue conocido como el Junior Berwick Prize (Premio Berwick Junior) hasta 1999 y fue renombrado a su nombre actual en 2001.

## Ganadores del Premio Senior Berwick
- 1946 Louis Mordell
- 1948 J H C Whitehead
- 1950 Kurt Mahler
- 1952 W V D Hodge
- 1954 Harold Davenport
- 1956 Edward Charles Titchmarsh
- 1958 Philip Hall
- 1960 John Edensor Littlewood
- 1962 Graham Higman
- 1964 W K Hayman
- 1966 F F Bonsall
- 1968 G L Watson
- 1970 Alfred Goldie
- 1972 Richard Rado
- 1974 Paul Cohn
- 1976 Albrecht Fröhlich
- 1978 E. M. Wright
- 1980 C Hooley
- 1982 John Griggs Thompson
- 1984 James Alexander Green
- 1986 G P Scott
- 1988 David Epstein
- 1990 Nigel Hitchin
- 1992 J Eells
- 1994 A A Ranicki
- 1996 Roger Heath-Brown
- 1998 E Brian Davies
- 2000 John Toland
- 2002 J C Rickard
- 2004 Boris Zilber
- 2006 Miles Reid
- 2008 Kevin Buzzard
- 2010 Dusa McDuff
- 2012 Ian Agol
- 2014 Daniel Freed, Michael Hopkins & Constantin Teleman
- 2016 Keisuke Hara, Masanori Hino
- 2018 Marc Levine
- 2020 Thomas Hales
- 2022 John Greenlees y Brooke Shipley

## Ganadores del Premio  Berwick
- 1947 Arthur Geoffrey Walker
- 1949 Lionel Cooper
- 1951 D B Scott
- 1953 Douglas Northcott
- 1955 W K Hayman
- 1957 C A Rogers
- 1959 I M James
- 1961 Michael Atiyah
- 1963 Frank Adams
- 1965 C T C Wall
- 1967 John Kingman
- 1969 Graham Robert Allan
- 1971 John Horton Conway
- 1973 D G Larman
- 1975 R G Haydon
- 1977 George Lusztig
- 1979 Bob Vaughan
- 1981 Roger Heath-Brown
- 1983 D H Hamilton
- 1985 C J Read
- 1987 P A Linnell
- 1989 G R Robinson
- 1991 W W Crawley-Boevey
- 1993 Trevor Wooley
- 1995 J P C Greenlees
- 1997 Dugald Macpherson
- 1999 D Burns
- 2001 Marcus du Sautoy
- 2003 T Bridgeland
- 2005 I G Gordon
- 2009 Joseph Chuang and Radha Kessar
- 2011 No se entregó
- 2013 No se entregó
- 2015 Pierre-Emmanuel Caprace , Nicolas Monod
- 2017 Kevin Costello
- 2019 Clark Barwick
- 2021 Ailsa Keating